# Robert Smith
Robert James Smith (Blackpool, Inglaterra, 21 de abril de 1959) es un guitarrista, vocalista y compositor británico, cofundador, líder y único miembro original de la banda de rock alternativo The Cure. En su trayectoria musical, ha tocado guitarras de 6 y 12 cuerdas, bajos de 4 y 6 cuerdas y teclados, entre otros instrumentos. La revista de rock NY Rock lo describe como «el descuidado hijo iconoclasta de la cultura pop del pesimismo», y afirma, además, que sus canciones son de una «introspección sombría y plagadas de guitarras melancólicas».
Smith creó escuela en su manera de tocar la guitarra en el uso del staccato y en el uso de los efectos de guitarra tales como el flanger, el chorus effect y el phaser, que lo pusieron a la vanguardia de la música post-punk. Tocó la guitarra con otro famoso grupo post-punk, Siouxsie And The Banshees entre 1982 y 1984. En 1983, formó el supergrupo The Glove junto al bajista de los Banshees, Steven Severin. Smith es, además, productor musical y multinstrumentista: toca la guitarra, el bajo, el chelo, la flauta de doble pico, la armónica y los teclados. Es conocido por su aspecto característico en el escenario con el pelo cardado, los labios pintados borroneados de rojo, el maquillaje oscuro en sus ojos y por su peculiar timbre de voz. Esta es la imagen que lo ha convertido en un referente de la cultura de masas.
Ha aparecido como personaje animado en series como South Park o en diversas comedias de situación. Además, la imagen icónica de Robert Smith ha inspirado personajes famosos de cómic como el de Eric Draven, protagonista de la saga El cuervo, Morfeo, el personaje principal de la serie de cómics The Sandman, así como el personaje principal de la película Eduardo Manostijeras, interpretado por el actor Johnny Depp y dirigida por Tim Burton, admirador declarado de la banda liderada por Smith. El director Paolo Sorrentino también se inspiró en la figura de Robert Smith para el personaje de Cheyenne que interpreta el actor Sean Penn en la película This must be the place.
Ganó dos premios Brit por Disintegration y estuvo dos veces nominado al Grammy con su grupo The Cure por los álbumes Wish y Bloodflowers, respectivamente. En el 2005, obtuvo el Premio Ivor Novello, y en el 2009 recibió el Godlike Genius por toda su carrera musical. El 29 de marzo del 2019, Smith recogió el reconocimiento al ingresar The Cure al Salón de la Fama del Rock and Roll.

## Biografía

### Bandas de escuela
Robert Smith nació en Blackpool, Lancashire, Inglaterra, el 21 de abril de 1959. Criado en una familia católica de clase trabajadora que emergió a la clase media, su familia abandonó Blackpool para acomodarse en Sussex. Estudió en Notre Dame Middle School y St. Wilfrid's Comprehensive School en Crawley. Con 14 años formó su primer grupo con su hermano Richard y su hermana Janet, su nombre era The Crawley Goat Band. Recibió su primera guitarra eléctrica como regalo de Navidad y acudió a clases de las que se saltó algunas para ensayar versiones de éxitos de la época con algunos de sus amigos: Laurence Tolhurst y Michael Dempsey entre ellos. Smith junto con Dempsey, Tolhurst, Marc Ceccagno y Alan Hill formaron el grupo de una sola actuación, The Obelisk.
Durante 1972, Smith, Dempsey, Ceccagno y Tolhurst cursaron en el St Wilfrid's Comprehensive School donde continuaron tocando juntos en un formación llamada The Group (El Grupo). «Se llamaba El grupo, porque era el único que había en la escuela», explicó Smith.

#### Malice e Easy Cure

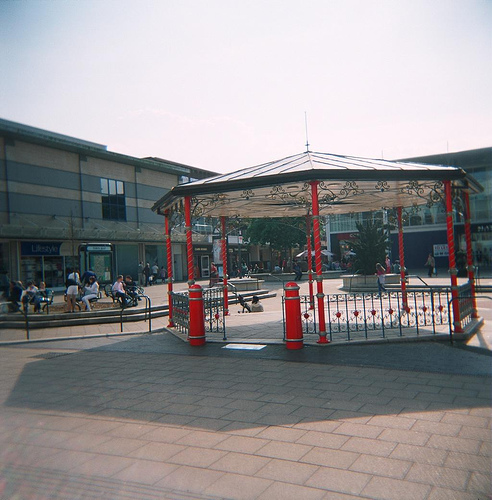
Plaza central de la ciudad de Crawley, Sussex, Inglaterra donde Easy Cure dio sus primeros conciertos.

En octubre de 1976, Smith formó un grupo llamado Malice, donde ya figuraba Porl Thompson, y comenzaron a ensayar canciones híbridas de David Bowie, Jimi Hendrix y Alex Harvey. «Cuando empecé no tenía ningún motivo especial que no fuera el no tener que trabajar», dijo Smith cuando comenzó en el mundo musical. Con Malice tocó varios conciertos en St. Wilfred, hasta que acabaron expulsándole de la escuela por ser una «influencia indeseable».
En enero de 1977, la banda tomó el nombre de Easy Cure y participaron en un concurso de maquetas que grabaron en la habitación de Robert. Días después recibieron un telegrama donde se les convocaba a una audición en Londres. Firmaron con Hansa Records, que finalmente rechazó grabar el futuro sencillo de The Cure, «Killing an Arab». En agosto de 1978 se reunieron con Polydor, llamándose ya The Cure, y grabaron su primer álbum: Three Imaginary Boys con la nueva discográfica de Chris Parry, Fiction Records.

### Primera etapa con The Cure: de 1978 a 2000
Robert Smith ha sido el líder de The Cure desde sus comienzos en el año 1978, tras haber pasado por múltiples formaciones. Tuvo diferencias artísticas con el primer bajista de la banda, Michael Dempsey quien fue reemplazado al cabo de poco tiempo por Simon Gallup. Con la formación Smith/Tolhurst/Gallup, The Cure editó tres álbumes considerados iconos del rock gótico: Seventeen Seconds (1980), Faith (1981) y Pornography (1982). Tras Pornography, Robert Smith decidió darle una nueva orientación a The Cure, dejando progresivamente el rock gótico que lo popularizó durante los inicios de los 80 para abrazar un estilo de música mucho más pop con el que alcanzaría gran nivel de popularidad en álbumes como The Head on the Door (1985) o Kiss Me, Kiss Me, Kiss Me (1987) y con temas de éxito como «Close to Me» o «Just Like Heaven».
Tras ese período pop, Robert Smith decidió volver en 1989 a sus raíces oscuras con el álbum Disintegration que se convirtió en uno de sus trabajos más representativos. Fue durante esa época durante la cual Smith y la discográfica Fiction Records, tuvieron un proceso judicial contra Laurence Tolhurst, miembro fundacional de la banda que fue expulsado por sus malos hábitos y por su falta de implicación con la banda. Smith y Fiction ganaron el juicio favorablemente. Su siguiente trabajo de 1992, Wish tuvo un impacto enorme: se convirtió en n.º 1 en Reino Unido y n.º 2 en Estados Unidos. Tras ello, empezó el declive comercial de The Cure y Smith quiso dar una nueva reorientación al sonido de la banda con Wild Mood Swings, disco en líneas generales muy mal recibido. Después de tales resultados, Smith decidió volver una vez más a los inicios oscuros de la banda para componer Bloodflowers, álbum con el que Robert Smith pensó poner punto final a The Cure. Aunque esto no fuera así, Bloodflowers marcó el final con el sello discográfico Fiction Records, su compañía desde sus inicios musicales en 1978.

#### El concierto del 50 aniversario de Bowie

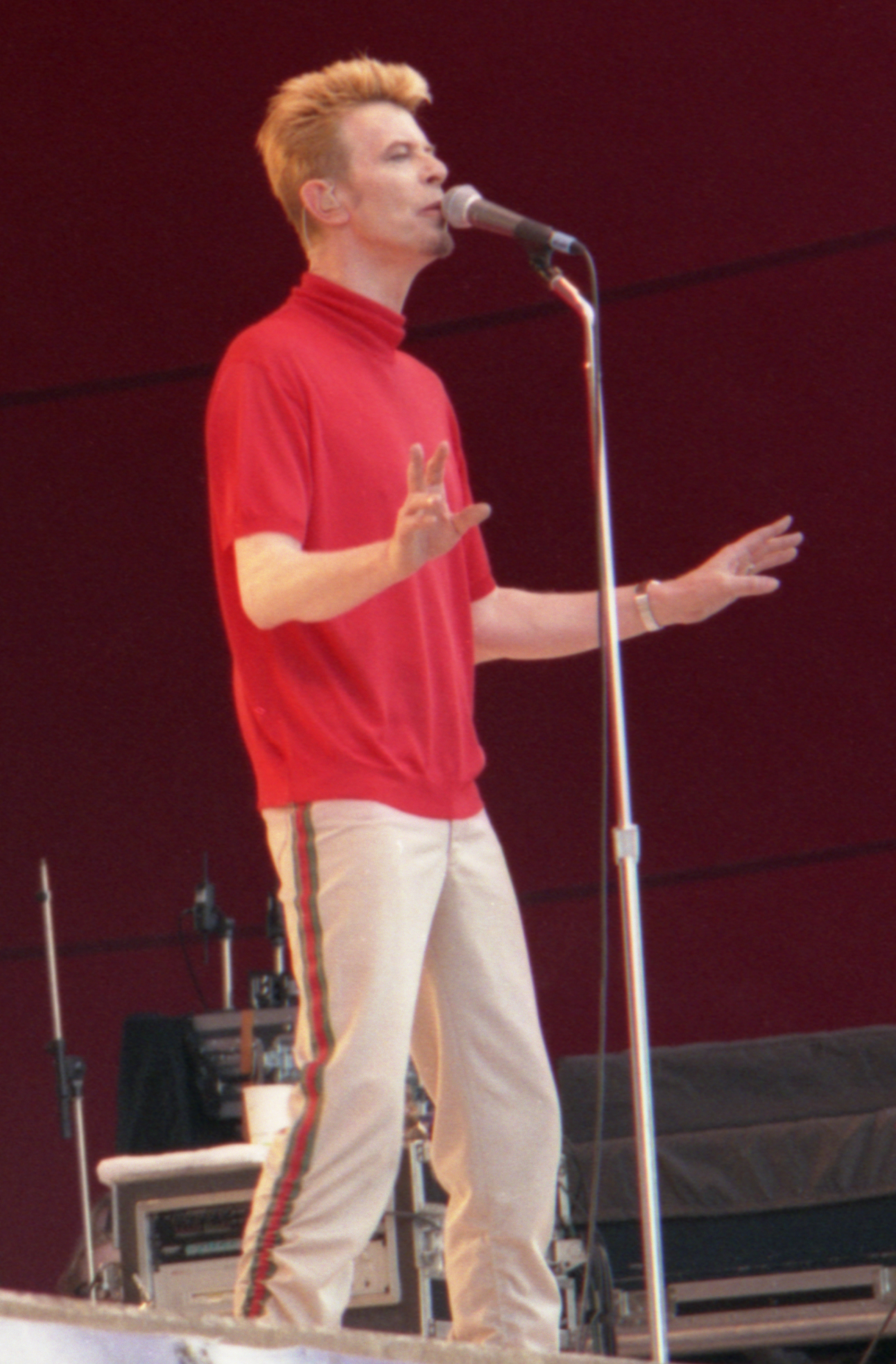
El cantante David Bowie en 1997.

En 1997, Robert Smith recibió una llamada de David Bowie, uno de sus más admirados artistas desde su infancia. Bowie invitó a Smith a tocar dos canciones durante la fiesta de su 50 aniversario que celebró el 9 de enero de 1997 en el Madison Square Garden de la ciudad de Nueva York. En primera instancia Smith no creyó que fuera el mismo Bowie quien le había dejado el mensaje en su contestador, pero Smith le devolvió la llamada perplejo. Descubrió entonces que era verdad y aceptó tocar en ese espectáculo. Smith se unió a otros artistas como Lou Reed, The Smashing Pumpkins, Billy Corgan, Foo Fighters y Sonic Youth para cantar a dúo con Bowie. Las canciones que Smith y Bowie interpretaron juntos fueron «The Last Thing You Should Do» del álbum de 1997, Earthling —tocada junto a Reeves Gabrels, futuro miembro de The Cure— y «Quicksand» del álbum Hunky Dory.

### Segunda etapa con The Cure: de 2004 a actualidad

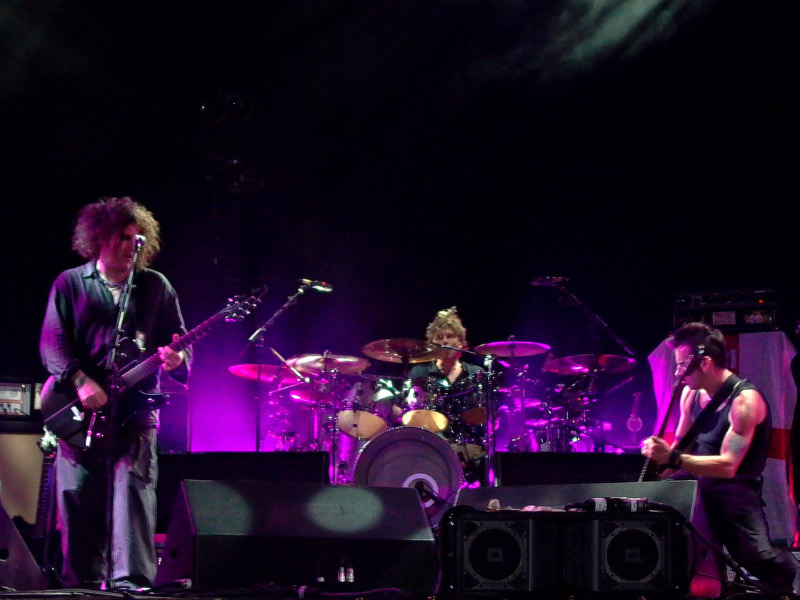
Robert Smith (a la izquierda) tocando junto a Jason Cooper (centro) y Simon Gallup (derecha) durante un concierto de 2004.

Durante 2004, The Cure firmó con la discográfica Geffen Records y lanzó su disco homónimo The Cure. El responsable del regreso de The Cure fue Ross Robinson, famoso productor de música nu metal que declaró públicamente que grabar con The Cure era su mayor sueño. Smith estuvo de acuerdo a reunir de nuevo a su banda y en hacer una gira mundial, a pesar de su temor a los aviones. Durante sus conciertos se le pudo ver muy grueso pero aún con la energía y el alcance vocal de sus mejores épocas.
En octubre de 2004, Robert Smith fue uno de los tres presentadores invitados por John Peel en la radio 1 de la BBC una semana antes de la muerte del DJ. En 2008, Robert Smith publicó el último disco de estudio hasta el momento con su banda The Cure de título 4:13 Dream, producido junto a Keith Uddin, en el que continuó endureciendo el sonido del grupo hasta límites próximos al rock duro. Smith anunció en 2019 que tiene previsto editar el que ha dado a conocer como el «nuevo álbum de The Cure» de título provisional Live From The Moon.
En diciembre de 2020, Robert Smith, en contextos de pandemia global (Covid), colabora presentándose mediante plataformas virtuales, apoyando la iniciativa: Nine Lessons and Carols for Socially Distanced People 24 Hour Show (Hosted by Robin Ince. Broadcasted live on 12/12/2020). En la oportunidad, Smith presentó desde su estudio: 'In your house' y 'Play for today'. Como dato curioso, está el hecho de las circunstancias de intimidad de la presentación y que, tal vez, ésta sea una de las pocas oportunidades en que Robert se haya presentado en solitario, tocando canciones de The Cure. (Otra oportunidad anterior había sido en un concierto de la banda, en el Festival Bilbao BBK Live —España, 2012—, en que habiendo ocurrido un desperfecto técnico, Smith se mantuvo en el escenario con ausencia del resto de los integrantes, a la espera que los problemas se resolviesen. Luego de un par de canciones, al ver que no se encontraba solución, Smith se retiró circunstancialmente del escenario argumentando que el concierto era de The Cure y no de Robert Smith).

### Otros proyectos musicales

#### Siouxsie and the Banshees
Smith ha estado casi siempre involucrado en otros proyectos musicales al margen de su banda. En 1983 se unió a Siouxsie And The Banshees y tocó la guitarra en el álbum en directo Nocturne y en 1984 en el álbum Hyæna, también con los Banshees. Smith reconoció su falta de conexión con el carácter de Siouxsie Sioux: «Mi estancia en el grupo fue básicamente por la amistad que me unía con Steve Severin», dijo Smith. La relación de Smith con los Banshees empezó en 1979, cuando The Cure tocó como grupo telonero de los Banshees. John McKay, guitarrista de los Banshees dejó la banda junto al baterista Kenny Morris. Entonces, Smith aceptó sustituir a McKay a la guitarra a condición de que The Cure actuaran como teloneros en cada concierto de la gira. Según el bajista de los Banshees, Steven Severin: «Robert utilizó aquello para aprender de Siouxsie cómo cantar delante del público».

#### The Glove
En 1983 vio la luz el único trabajo editado con el supergrupo The Glove, Blue Sunshine, proyecto musical formado junto con Steve Severin, bajista de los Banshees y Jeanette Landray como vocalista. El éxito de The Glove fue modesto y relativo; su primer sencillo, «Like an animal», alcanzó el número 52 de las lista de éxitos en Reino Unido y el disco se posicionó en el número 35. El segundo y último sencillo de The Glove fue «Punish me with kisses».

#### COGASM
En 1998 formó parte del proyecto musical COGASM junto al baterista Jason Cooper y el guitarrista Reeves Gabrels. El único trabajo resultante fue el sencillo «A Sing From God» incluido en la banda sonora de la película Orgazmo dirigida y protagonizada por Trey Parker. Esta misma formación: Cooper/Gabrels/Smith, grabó también durante la misma sesión de grabación «Wrong Number» que está acreditada a The Cure.

## Carrera

### Influencias

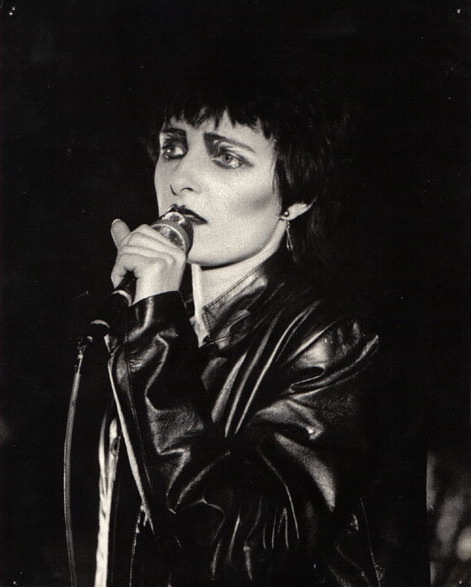
Robert Smith fue parte de la formación Siouxsie And The Banshees en 1984 con cuya líder Siouxsie Sioux tuvo ciertas diferencias tanto temperamentales como creativas.

Entre las influencias recibidas durante su juventud, Smith tomó como modelos a artistas como David Bowie, Thin Lizzy y a The Beatles, grupo favorito de su hermana, Margaret.
Su influencia, en cuanto a música e imagen, ha rebasado las fronteras británicas como, por ejemplo, Soda Stereo (Argentina), Caifanes (México), L'Arc~en~Ciel (Japón) o Héroes del Silencio (España). Robert Smith es reconocido por su imagen, que incluye deliberadamente los labios pintados de rojo, el pelo cardado y los ropajes anchos. Dicha estética encuentra su equivalente femenina en Siouxsie Sioux, siendo ambos músicos post-punk portadores de esta misma estética influyente en la subcultura gótica. La imagen de Robert Smith ha contribuido a la frecuente clasificación de The Cure como una banda gótica, algo que Smith rechaza aunque la banda haya contribuido desde finales de los 70 y principios de los 80. Smith es conocido también por su distintivo estilo de canto y su amplia tesitura vocal, ya que puede alcanzar notas agudas con facilidad.

### Estilo
El estilo de Robert Smith, a veces oscuro y depresivo en álbumes como Pornography, Faith, Seventeen Seconds, en otros más alegre y pop como Japanese Whispers o Wild Mood Swings, lo ha dado a conocer como uno de los músicos más representativos de la new wave británica. Siempre interesado por un estilo de música alternativa, Smith compuso una de sus primeras obras en esa misma línea con solo 26 años. Se tituló The Top, disco de tendencias vanguardistas que no obtuvo una buena primera acogida entre sus seguidores.
En 1992, Robert Smith volvería a ponerle el ojo a la nueva música alternativa que sonaba por aquellos momentos en Inglaterra. Wish estuvo marcado por un nuevo género llamado shoegaze, surgido a principios de los 90 en la escena inglesa. El grupo irlandés My Bloody Valentine fueron los pioneros de ese nuevo sonido. Robert Smith, declarado admirador de los irlandeses, llegó a declarar en relación con el disco Loveless: «My Bloody Valentine fue la primera banda que escuché que claramente se meaban encima nuestro, y su álbum Loveless está entre mis tres favoritos de todos los tiempos. Es el sonido de alguien que es tan impulsivo que está demente. Y el hecho de que gastaran tanto tiempo y dinero en esto es excelente.»

### Como compositor
Las letras de Smith son normalmente poéticas e inescrutables. Smith ha declarado que son frecuentemente el resultado de algún estado alterado de la conciencia como el alcohol o el sueño.[cita requerida] Muchas de ellas están también inspiradas en la literatura, como «The Drowning Man» (Gormenghast, de Mervyn Peake), «Killing an Arab» (El Extranjero de Albert Camus) o «At Night» (basada en un relato corto del mismo nombre, escrito por Franz Kafka).
«Just Like Heaven» es la canción pop favorita de Smith que The Cure ha compuesto. Esta canción también es una de las más populares entre el público, y el disco de 1987 que la compila, Kiss Me Kiss Me Kiss Me, ha sido mencionado por Robert Smith durante una entrevista en 2013 en una publicación peruana, como su disco favorito entre todos los publicados por The Cure.

### Robert Smith y el cine
El primer contacto del músico e intérprete de The Cure con el cine se remonta a 1994 para la adaptación cinematográfica de El cuervo. Su creador, James O'Barr, reconoce haber tenido una influencia directa de los primeros álbumes de The Cure como Seventeen Seconds y Faith en la creación de su serie. De hecho, en uno de los cómics se reproduce la letra de la canción «The Hanging Garden» de su álbum Pornography. Para la película, Smith y los suyos compusieron la canción «Burn» como tema principal de la banda sonora de la película dirigida por Álex Proyas.
En 1995, Smith compuso, también junto a The Cure, una canción para la banda sonora de la película Juez Dredd titulada «Dredd Song».
En 1998, de nuevo con The Cure, Robert Smith compuso una canción para la primera versión cinematográfica de la serie Expediente X titulada «More Than This». Estas tres canciones mencionadas anteriormente estuvieron compiladas en el recopilatorio de caras B de The Cure, Join the Dots.
Durante ese mismo año, formó el proyecto musical COGASM junto al baterista Jason Cooper y el guitarrista Reeves Gabrels e hicieron una canción titulada «A Sing from God» para la banda sonora de la película Orgazmo.
Robert Smith, actuando de nuevo con The Cure, grabó en 2004 el tema «The Dragon Hunters» para la serie animada chino-francesa Chasseurs de Dragons.
Ya en solitario, Robert Smith grabaría una canción para la película Alícia en el País de las Maravillas de Tim Burton, admirador personal de Smith, de título «Very Good Advice».

## Equipamiento e instrumentos

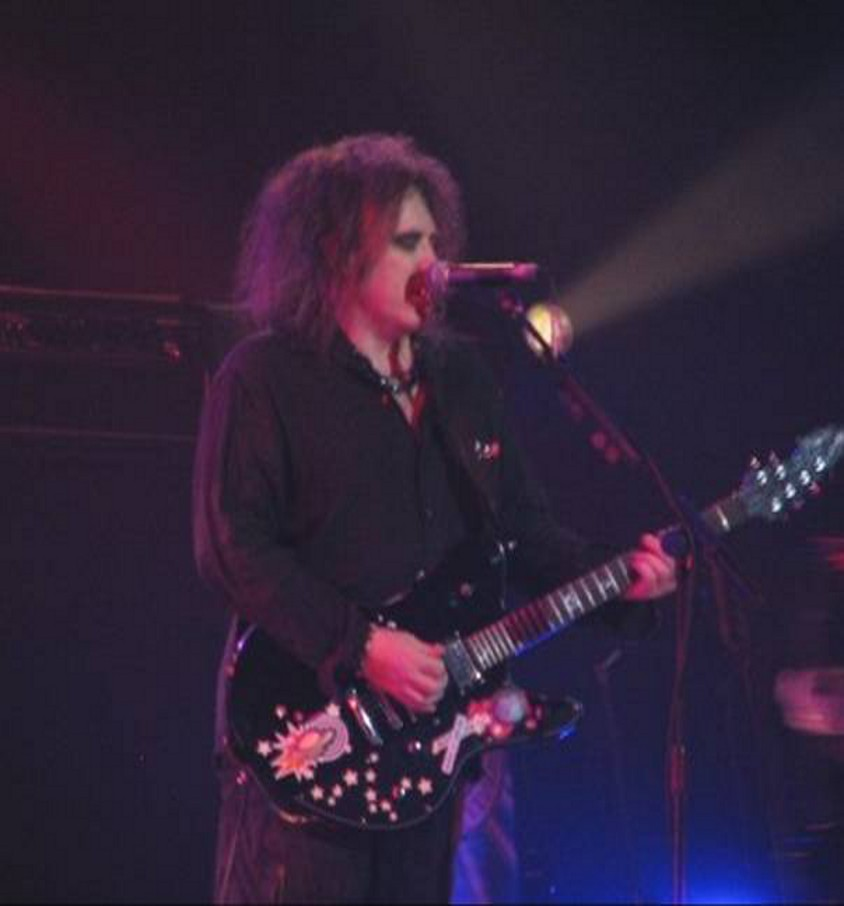
Robert Smith en Nueva York durante 2008 tocando en su banda The Cure con una guitarra Schecter UltraCure-VI en el Radio City Music Hall.

El instrumento mayormente usado por Robert Smith es la guitarra eléctrica, aunque también utiliza a menudo la guitarra acústica y, ocasionalmente, el bajo eléctrico. También ha tocado en directo el violín, la armónica en temas como «The Caterpillar» y «Subway Song» respectivamente, y rara vez los teclados. Otros instrumentos atípicos que ha tocado Smith a lo largo de su discografía han sido el chelo —en el tema Cold del álbum Pornography— o la flauta de doble pico —en la intro de la canción Burn—.
A principios de los 80, la marca habitual de Smith fue Fender, más en concreto, el modelo Fender Jazzmaster,siendo conocido que utilizó al menos dos modelos, uno de 1961 al que pintó de color custom fish y otro de "estándar". Tocó también con el modelo Telecaster habitualmente a partir del año 83. También tocó repetidamente con Ovation, los modelos Ovation Breadwinner, Ovation Pacemaker de 12 cuerdas acústica y la Ovation Custom de 6 y 12 cuerdas. Gibson también fue una marca habitual en los conciertos de The Cure. Smith tocó los modelos Gibson Chet Atkins CE, SG Custom, entre otros. La firma Philippe Dubreuille Custom Guitars le dedicó su modelo Dubreuille R.Smith Signature en su serie Dubreuille Artist Signature.
Durante los 90, Smith siguió utilizando las mismas marcas e introdujo algunas nuevas como la Gretsch tocando el modelo Tennessee Rose y, ya en los 2000 el modelo Silver Falcon.
También la firma Schecter desarrolló un par de modelos de guitarras inspirado en su banda llamados Schecter UltraCure, y Schecter UltraCure Baritone con las que Robert Smith habitualmente realiza sus conciertos con The Cure.

## Discografía
La discografía de Robert Smith con The Cure comprende 13 discos y 41 sencillos, maxis, álbumes en directo, recopilatorios, remezclas y otros experimentos sonoros.
Durante más de dos décadas Robert Smith ha estado insinuando un álbum en solitario el cual nunca materializó. A menudo se cree que la mayoría de sus escritos en solitario terminan en The Cure con canciones como «Homesick», «Untitled», «Treasure», «Bare», «Going nowhere», pero Smith negó esto acreditando estas canciones a otros miembros.
En 2001, Smith dijo que iba a terminar con The Cure y a trabajar en su álbum en solitario. Pero fue el productor Ross Robinson, gran fan de The Cure, quien le dijo a Smith: «antes de morir he de grabar un disco con The Cure». A Smith le sedujo aquella idea y en 2004 editó su álbum homónimo The Cure. «Haciendo ese álbum recordé cuánto disfruto con The Cure y editaremos otro en octubre de 2006», declaró Smith refiriéndose a 4:13 Dream pero este se postergó hasta octubre de 2008.

## Principales colaboraciones
Robert Smith es, además de músico y vocalista, productor musical interesado desde siempre en las nuevas tendencias de música alternativa y en el rock independiente.
Smith siempre ha estado dispuesto pues a colaborar con otras formaciones de la escena musical indie de su agrado. En 1982, Robert Smith y Mike Hedges coprodujeron parcialmente la segunda demo del grupo, And Also the Trees, un grupo británico post-punk emparentados musicalmente con Joy Division o The Chameleons, y que fueron teloneros de los propios Cure durante el año anterior.
Durante la década de los noventa, más concretamente en 1993, Smith participó en la grabación de una remezcla del 12" para la banda telonera de The Cure, Cranes en la canción «Jewel».
En el nuevo milenio, las colaboraciones de Smith son numerosas. En 2003 trabajó en colaboración con la banda Blink-182 en la canción «All of this». En 2004, Blank & Jones editaron la remezcla de «A Forest» que presentó a Robert Smith en la parte vocal. En el vídeo musical apareció el mismo Smith. Ese año también prestó su voz para Junior Jack en la canción «Da Hype» y «A Perfect Blue Sky». En noviembre apareció junto a Placebo en escenario, en el Wembley Arena para cantar «Without you I'm nothing» de Placebo y «Boys Don't Cry» de The Cure. Fue la segunda ocasión que cantaba con Brian Molko. La primera vez, fue durante el mes de octubre de ese mismo año con el que cantó a dúo la canción de The Cure, «If Only Tonight We Could Sleep» del disco de The Cure Kiss Me, Kiss Me, Kiss Me.
En 2005, en dúo con Billy Corgan, la antigua voz líder tanto de The Smashing Pumpkins como Zwan, Smith hizo la versión de Bee Gees, «To Love Somebody», en el primer lanzamiento en solitario de Corgan.
En 2007, colaboró con KoЯn para su unplugged tocando un mix entre «Make Me Bad» e «In Between Days» y en 2010, Smith participó en el sencillo «Not In Love» junto al grupo canadiense Crystal Castles. También grabó en solitario, en marzo de 2010, una canción para la banda sonora para la película Alice in Wonderland dirigida por su declarado admirador, el director de cine Tim Burton, titulada «Very Good Advice».
En 2011, Smith prestó su voz para una canción de 65daysofstatic de su álbum We Were Exploding Anyway titulada «Come To Me». Asimismo, durante el mismo año puso su voz para la canción de The Japanese Popstars, «Take Forever».
En 2015, Robert Smith colaboraría con los escoceses The Twilight Sad versionando uno de los temas de su álbum Nobody Wants To Be Here And Nobody Wants To Leave titulado «There's A Girl In The Corner».
En 2020, Robert Smith colaboraría con Gorillaz para la canción 'Strange Timez' del álbum 'Song Machine'.
En junio de 2021, Smith apareció en la canción de CHVRCHES "How Not To Drown" de su álbum Screen Violence.

#### Festival Curiosa
Curiosa es el nombre del tour de conciertos de 2004 dirigido por Robert Smith. El líder de The Cure seleccionó todas las once presentaciones de apertura antes de su banda. Empezó con un concierto en West Palm Beach Florida el 24 de julio y terminó en Sacramento California el 29 de agosto.
El orden de las bandas fue The Cure, Interpol, The Rapture y Mogwai. El concierto tuvo dos partes, con las bandas principales en la primera parte y las menos populares en la otra. Las bandas en el segunda parte cambiaron durante el tour. El segundo escenario incluía bandas como Muse, Cursive, Head Automatica, Thursday, Scarling, The Cooper Temple Clause y Melissa Auf der Maur.

## Vida privada

### Relación con Mary Poole

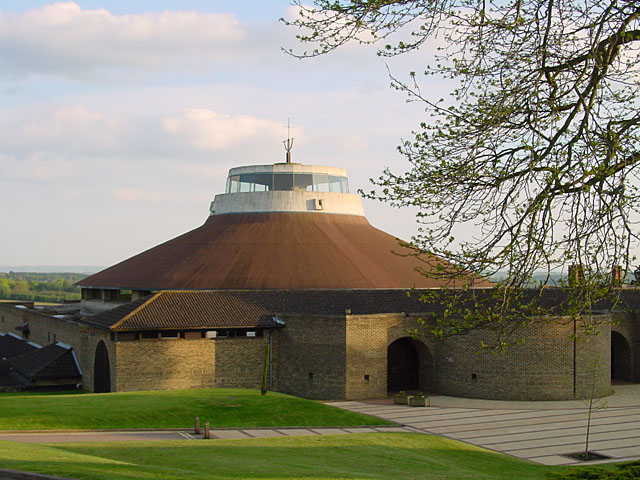
La abadía de Worth en Crawley, Sussex Occidental donde Robert Smith y Mary Poole contrajeron matrimonio en 1988.

Smith conoció a Mary Poole en el colegio a los 14 años. Smith explica que en su clase le mandaron escoger un compañero para una actividad. Tuvo el valor de preguntarle a Mary y, como él dice, estuvo de suerte. Se casaron el 13 de agosto de 1988 en la Abadía de Worth, Crawley. La canción «Lovesong», incluida en el álbum Disintegration, fue escrita como un regalo de bodas para Mary. La pareja decidió desde los comienzos de su relación que no tendrían hijos.
Algunos consideran que Smith es una persona depresiva, sin embargo esta cita discute ese sentimiento: «En el momento en que escribimos Disintegration [...] era solo de cómo en realidad me estaba sintiendo. Pero no estuve así todo el tiempo. Esa es la dificultad de escribir canciones que son un poco depresivas. La gente cree que soy así todo el tiempo pero no es cierto. Normalmente escribo cuando estoy deprimido", dijo Robert Smith en una entrevista en 1989.

### Ideas políticas
Durante las diferentes entrevistas que ha concedido en diversos medios de comunicación, el guitarrista de The Cure siempre se ha declarado como socialista y antimonárquico. Smith declaró que si algún día la realeza británica le concediera algún título u honor, se «cortaría las manos antes que aceptarlo». Durante su gira de 2012, grabó en su guitarra eléctrica la siguiente frase: "2012: Citizens, Not Subjects" (traducida al español: "2012: Ciudadanos, no súbditos"). Nunca ha escondido en sus declaraciones su antipatía hacia la Familia real británica, en especial hacia el príncipe Guillermo y su esposa, la duquesa Catalina. En 2012 declaró tras un concierto en Bilbao: «Encuentro asombroso que, en nuestro país, Inglaterra o Gran Bretaña sea considerada una democracia moderna y aún tengamos a este estúpido espectáculo de Guillermo y Catalina, es tan desalentador para mí...».

## Apariciones de Robert Smith en la cultura popular

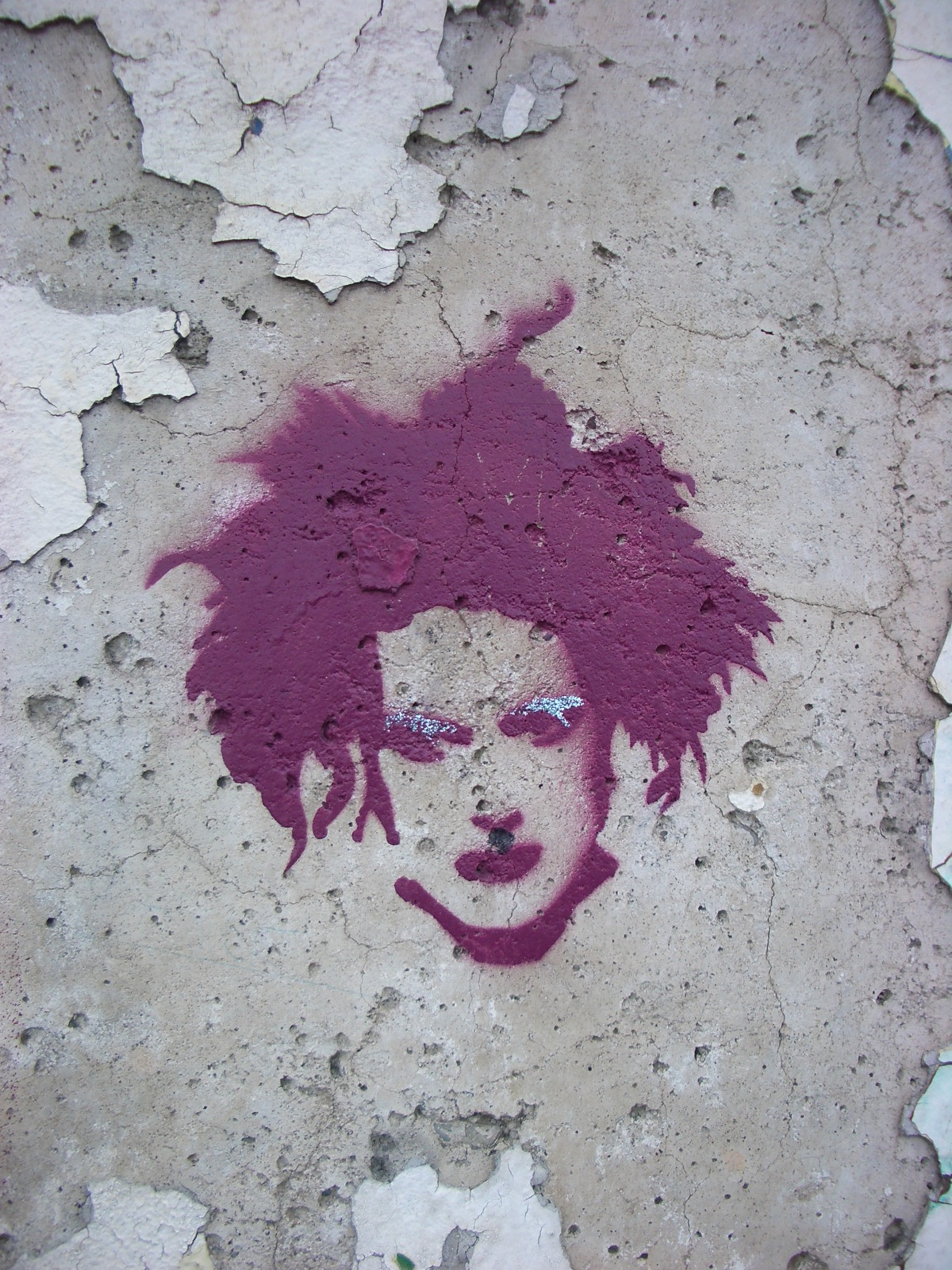
Estarcido de Robert Smith representando su típica imagen icónica.

La imagen excéntrica y característica de Robert Smith se ha convertido en un icono y en uno de los referentes más conocidos de la música popular. Sus numerosas apariciones en televisión y en los medios de comunicación como revistas especializadas, magazines, etcétera han contribuido a incrementar en mayor medida su fama.
El director de cine y admirador declarado de The Cure y del propio Robert Smith, Tim Burton, se inspiró en la imagen punk que lucía Robert Smith en sus primeros álbumes para componer la imagen de Johnny Depp en la película Eduardo Manostijeras (1990). Además, el director le ofreció a Smith la composición de la banda sonora de la película Sleepy Hollow (1999) que tuvo que desestimar el músico por estar ya demasiado envuelto en la producción de Bloodflowers (2000).
Otro personajes inspirados en la imagen icónica de Robert Smith han sido, por ejemplo, Eric Draven, protagonista de la saga El cuervo, creada por James O'Barr, quien él mismo reconoce la influencia ejercida por Smith y por The Cure en la creación de los cómics. El personaje Morfeo de la serie de cómics creada por Neil Gaiman, The Sandman, también se inspira en la figura icónica de Smith. Asimismo, el personaje Cheyenne, que interpreta Sean Penn en la película This Must Be The Place, guarda un gran parecido con el cantante de The Cure, como declaró el director del filme, Paolo Sorrentino.
Apareció como dibujo animado en la popular serie de animación South Park, en la cual cedió su voz para doblarse a sí mismo en diversas ocasiones. Durante uno de los capítulos, el personaje de Kyle le dice a Robert Smith mientras se aleja por las montañas bajo la puesta de sol: «¡Adiós, Robert! ¡Muchas gracias! ¡Disintegration es el mejor disco de la historia!».
Tanto The Cure como la figura de Robert Smith han sido referenciados en múltiples ocasiones en televisión, mayormente por la cadena inglesa BBC. En 1984, durante un episodio de la comedia británica, The Young Ones (en España emitida bajo el título de Los jóvenes), uno de los personajes, Neil, el hippy, mientras está enfermo le dice a Vyvyan, el psicópata punk: «I hope Mike hurries back with the cure!» (traducida la frase sería: «Espero que Mike se apresure de vuelta con la cura», refiriéndose a las medicinas, a lo que Vyvyan exclama: «No Neil, it's Madness this week!» (en español: "No Neil, son los Madness esta semana"). Durante esta sitcom, tocaban diferentes grupos ingleses en cada episodio, Vyvyan se refería al grupo Madness a modo de chiste.
También en la cadena inglesa BBC, en la serie The Mighty Boosh, producida en 2004, en el capítulo titulado Nanageddon, uno de los personajes que quiere ligarse a dos chicas góticas se ve obligado a usar lo que llaman "Zumo de Goth": la laca de pelo más potente conocida por el hombre hecha de lágrimas de Robert Smith.
En España también se ha parodiado la figura de Robert Smith en el programa emitido por La 2, Muchachada Nui. Joaquín Reyes, su creador, lo imitó en varios programas.
Robert Smith reconoce públicamente que lleva consigo la marca «The Cure», y no obliga al resto de su banda a acudir a las entrevistas o a las ruedas de prensa.[cita requerida]

### Citas
1. ↑  «The Cure» (en inglés). Sputnikmusic.com. Consultado el 4 de marzo de 2014. «The Cure is an alternative rock band which formed during the punk era of the 1970s in Crawley, England».
2. 1 2 3 4 5 6  «Robert Smith» (en inglés). Equipboard.com. Consultado el 28 de octubre de 2020.
3. 1 2  «Robert Smith on Craziness, Commercialism and Cure by Numbers (NY Rock Interview)» (en inglés). Nyrock.com. Archivado desde el original el 26 de mayo de 2011. Consultado el 17 de octubre de 2013.
4. ↑  Apter, 2009, p. 105.
5. 1 2  «Pop/Rock » Punk/New Wave » Post-Punk» (en inglés). Allmusic.com. Consultado el 29 de mayo de 2015.
6. 1 2  «Cold The Cure» (en inglés). Genius.com. Consultado el 28 de octubre de 2020.
7. 1 2  van der Linden, NIls (11 de julio de 2019). «The Cure Are Just Like Heaven At Glastonbury» (en inglés). Rockshotmagazine.com. Consultado el 28 de octubre de 2020.
8. ↑  Coronel, Jorge; Sosa, Kike (9 de abril de 2013). «El maratón de The Cure». Abc.com.py. Consultado el 28 de octubre de 2020.
9. ↑  «The Cure's Robert Smith Saves "South Park" From Mecha-Streisand» (en inglés). Mtv.com. 12 de febrero de 1998. Archivado desde el original el 31 de diciembre de 2013. Consultado el 28 de diciembre de 2013.
10. ↑  «Robert Smith (III)». Imdb.com. Consultado el 19 de febrero de 2019.
11. ↑  R. Weiss, Arlene (26 de septiembre de 2011). «Interview With "The Crow" Author, Artist, Musician James O'Barr:"Let The Picture Tell The Story» (en inglés). Guitarinternational.com. Archivado desde el original el 14 de noviembre de 2011. Consultado el 28 de diciembre de 2013. «O'Barr also fashioned the book's illustrations of Eric from his Goth music influences, Bauhaus's Peter Murphy, Joy Division's Ian Curtis, and The Cure's Robert Smith».
12. 1 2  «Interview: Paolo Sorrentino Talks 'This Must Be The Place'» (en inglés). Iftn.ie. 22 de marzo de 2012. Consultado el 28 de octubre de 2020.
13. ↑  Listado de nominados de los premios Grammys (edición de 1993). Consultado el 20 de agosto de 2013
14. ↑  Listado de nominados de los premios Grammys (edición de 2001). Consultado el 20 de agosto de 2013
15. ↑  «Ivor Novello Awards 2005» (en inglés). Virginmedia.com. Consultado el 28 de diciembre de 2013.
16. ↑  «Robert Smith» (en portugués). Filmow.com. Consultado el 28 de diciembre de 2013.
17. ↑  «The Cure proclaimed Godlike Geniuses by Tim Burton Robert Smith and co honoured at Shockwaves NME Awards» (en inglés). Nme.com. 25 de febrero de 2009. Consultado el 28 de diciembre de 2013.
18. ↑  «Inductee Explorer The Cure» (en inglés). Rockhall.com. Consultado el 30 de marzo de 2019.
19. ↑  Grow, Kory (29 de marzo de 2019). «Read Cure Frontman Robert Smith's Gracious Rock Hall Induction Speech» (en inglés). Rollingstone.com. Consultado el 30 de marzo de 2019.
20. 1 2 3  Heath, Chris (mayo, 1986). «Robert Smith This Is Your Life». Smash Hits (EMAP Metro). ISSN 0260-3004.
21. ↑  Ballesta, Juan Carlos. «35 años de The Head on the Door: el viraje pop de The Cure» (en inglés). Revistaladosis.com. Consultado el 28 de octubre de 2020.
22. ↑  Apter, 2009, p. 300.
23. 1 2  Pinazo, Manuel (28 de agosto de 2019). «Más datos sobre el nuevo disco de The Cure». Muzicalia.com. Consultado el 28 de agosto de 2019.
24. ↑  Fernández, Hugo (28 de junio de 2004). «The Cure Pop-Rock». Lahiguera.net. Consultado el 28 de diciembre de 2013.
25. ↑  Trendell, Andrew (28 de agosto de 2019). «Robert Smith on how family tragedy shaped the “darkness” of The Cure’s new album» (en inglés). NME.com. Consultado el 28 de octubre de 2020.
26. ↑  Arturo J. Paniagua (13 de julio de 2012). «The Cure practican la hipnosis colectiva en la primera jornada del BBK Live». Rtve.es.
27. 1 2  Apter, 2009, p. 203.
28. ↑  Steve Severin (2004). The Cure - Out of the Woods. Chrome Dreams Studio.
29. ↑  Apter, 2009, p. 205.
30. ↑  «The Glove – Like An Animal» (en inglés). Discogs. Consultado el 7 de julio de 2016.
31. 1 2  «Glove» (en inglés). Officialcharts.com. Consultado el 21 de octubre de 2013.
32. ↑  «The Glove – Punish Me With Kisses» (en inglés). Discogs. Consultado el 7 de julio de 2016.
33. ↑  «Cure Frontman's Side Project To Appear With Smash Mouth, Crystal Method, Wu-Tang, Others On "Orgazmo" Soundtrack» (en inglés). Mtv.com. 19 de agosto de 1998. Archivado desde el original el 23 de octubre de 2012. Consultado el 24 de octubre de 2013.
34. ↑  Apter, 2009, p. 142.
35. ↑  Apter, 2009, p. 26.
36. 1 2 3  «The Cure y su legado a la música en español». El comercio.com. Archivado desde el original el 19 de octubre de 2013. Consultado el 17 de octubre de 2013.
37. ↑  «L’Arc~en~Ciel» (en inglés). Mtviggy.com. Consultado el 17 de octubre de 2013.
38. ↑  «Héroes del Silencio: 20 años de ‘Senderos de traición’». Rolling Stone. Archivado desde el original el 16 de septiembre de 2011. Consultado el 30 de mayo de 2011.
39. ↑  Will Hodgkinson (30 de mayo de 2003). «Timeless tunesmith» (en inglés). The Guardian. Consultado el 11 de septiembre de 2013.
40. ↑  Lynskey, Dorian (21 de junio de 2018). «The Cure’s Robert Smith: ‘I survived. A lot of people in London didn’t’» (en inglés). Irishtimes.com. Consultado el 15 de agosto de 2019.
41. ↑  Kot, Greg (12 de julio de 1992). «Robert Smith's Favorite Songs» (en inglés). Chicago Tribune. Consultado el 3 de septiembre de 2012. «The best pop song The Cure has ever done. All the sounds meshed, it was one take, and it was perfect. I love Dinosaur Jr.'s version of the song, and they`ve influenced how we play it. [Robert Smith]».
42. ↑  Melgar Wong, Francisco (13 de abril de 2013). «Roberth Smith de The Cure: "El rock de los 80 fue una porquería"». Elcomercio.pe. Consultado el 19 de octubre de 2013. «Si tuviera que elegir un disco de The Cure, ese sería “Kiss Me, Kiss Me, Kiss Me”. Y te contaré la razón. Cada vez que pienso en ese disco me acuerdo de la época en que lo grabamos y fue una época en la que todo parecía perfecto. Personalmente, me sentía feliz. Y con respecto a la banda, estaba entusiasmado porque me parecía que estábamos logrando algo. Hay mucha luz en ese disco».
43. ↑  «Chasseurs de Dragons» (en francés). Scifi-universe.com. Consultado el 28 de octubre de 2020. «Un bon dragon est un dragon rôti » ! Le générique de Chasseurs de Dragons est interprété par le mythique groupe de rock THE CURE, dont le dernier album rencontre un succès phénoménal en Europe et dans le reste du monde».
44. ↑  «Hear The Cure’s Robert Smith sing ‘Very Good Advice’ from ‘Alice in Wonderland’» (en inglés). Slicingupeyeballs.com. 16 de febrero de 2010. Consultado el 28 de octubre de 2020.
45. 1 2 3 4 5 6 7 8  «Robert Smith/Guitars» (en inglés). Equipboard.com. Consultado el 28 de octubre de 2020.
46. ↑  «Robert Smith Guitars Over The Years» (en inglés). Impressionofsounds.com. Archivado desde el original el 27 de marzo de 2013. Consultado el 24 de octubre de 2013.
47. ↑  «Robert Smith UltraCure VI» (en inglés). Schecterguitars.com. Consultado el 28 de octubre de 2020.
48. ↑  Apter, 2009, p. 198.
49. ↑  Apter, 2009, p. 313.
50. ↑  Bush, John. «And Also the Trees - Biography» (en inglés). Allmusic.com. Consultado el 22 de abril de 2015.
51. ↑  «The Twilight Sad announce new single with Robert Smith of The Cure» (en inglés). Xfm.co.uk. 7 de abril de 2015. Archivado desde el original el 22 de agosto de 2015. Consultado el 22 de abril de 2015.
52. ↑  «August 2004 - Spin (USA) / (Curiosa Advert)» (en inglés). Picturesofyou.us. Consultado el 28 de octubre de 2020.
53. ↑  Joan S. Luna (3 de junio de 2004). «Entrevista con Robert Smith. The Cure». Mondosonoro.com. Archivado desde el original el 19 de mayo de 2005. Consultado el 21 de octubre de 2013. «No tengo hijos, no tengo responsabilidades... Es una forma extraña de vivir, puede ser, pero al mismo tiempo llevo una vida muy corriente.»
54. ↑  «Picks and Pans Review: Sounds Off». People (en inglés). 2 de agosto de 2004. Archivado desde el original el 17 de mayo de 2017. Consultado el 17 de mayo de 2017. «I have 25 nephews and nieces, so I have the pleasure of lots of children around when I want them. But I can shut the door on them. My wife and I decided at a very early age that we would not have children. I don’t feel responsible enough to bring a child into the world.»
55. ↑  «The holy hour (entrevista a Robert Smith)» (en inglés traducido del original en francés). Three Imaginary Boys (fanzine francés). 9 de julio de 1989. Archivado desde el original el 7 de noviembre de 2015. Consultado el 24 de octubre de 2013.
56. 1 2  Pearce, Jonathan M.S. (21 de abril de 2016). «The Queen vs Robert Smith of the Cure. Robert Smith Wins» (en inglés). Patheos. Consultado el 13 de julio de 2016.
57. ↑  Price, Simon (2 de septiembre de 2012). «Reading Festival, Richfield Avenue, Reading» (en inglés). The Independent. Consultado el 13 de julio de 2016.
58. ↑  Robert Smith (17 de julio de 2012). Bilbao BBK Live 2012 :: Entrevista extendida a Robert Smith - The Cure. LastTour.tv.  Escena en 3'42". Consultado el 13 de julio de 2016.
59. ↑  Simonart, Serge (23 de febrero de 2000). The Bats in the head of Robert 'THE CURE' Smith are ok (en inglés). HUMO. «Someone of SP (South Park) had decided to make a cartoon-version of Robert Smith and to let it fight with a cartoon version of Barbra Streisand, a fight in which South Park itself was at stake. During the fight, Streisand changed into a Godzilla-like monster, and I got wings and became kind of a superman, 'Mothra'. I won, saved South Park, and while I was happily leaving South Park at sunset, like cowboys used to do, Stan is saying: "Bye Robert! Thanks a lot! Disintegration is the best album ever." When my nephews had seen that, they worshipped me, but asking: What is a disintegration, uncle Bob? I simply answered it was something I had made a long time ago. Still funny how everything I do - travel, experience so many things, having interesting meetings, making good-selling records - means nothing to them while since my appearance in SP I'm immortal and famous to them. While for me only my work and the songs are important; not the person. Bastards.»
60. ↑  Rogers, Georgie (26 de febrero de 2009). «Burton wants Cure» (en inglés). Bbc.co.uk. Archivado desde el original el 31 de diciembre de 2010. Consultado el 22 de octubre de 2013. «Big name film maestro would like to collaborate with Robert Smith's band».
61. ↑  Joakim Larsson (23 de junio de 2013), Disintegration is the best album ever, archivado desde el original el 13 de diciembre de 2018, consultado el 14 de noviembre de 2018.